# Lambda
Lambda (grčki srednji rod: Λά(μ)βδα; veliko slovo Λ; malo slovo λ) jedanaesto je slovo grčkog alfabeta i ima brojčanu vrijednost 30. Izgovara se /l/. Koristi se u fizici za označavanje valne duljine. 

## Podrijetlo
Slovo lamed iz feničkog pisma izvor je grčkog slova lambda.

## Šifra znaka
Standardi Unicode i HTML ovako predstavljaju slovo grčko slovo lambda (autori standarda Unicode nazvali su ga lamda):
|                | Unikod | Unikod                     | HTML     | HTML     | izgled ovisi o pregledniku | poveznice (engl.)                |
| k. točka       | naziv  | kod                        | entitet  |          | izgled ovisi o pregledniku | poveznice (engl.)                |
| -------------- | ------ | -------------------------- | -------- | -------- | -------------------------- | -------------------------------- |
| Veliko slovo Λ | U+039B | GREEK CAPITAL LETTER LAMDA | &#x039B; | &Lambda; | Λ                          | detaljni podaci test preglednika |
| Malo slovo λ   | U+03BB | GREEK SMALL LETTER LAMDA   | &#x03BB; | &lambda; | λ                          | detaljni podaci test preglednika |